# Pipreola formosa
El frutero hermoso o granicera hermosa (en Venezuela) (Pipreola formosa),  es una especie de ave paseriforme de la familia Cotingidae perteneciente al género Pipreola. Es endémico de los bosques húmedos montanos de la cordillera de la Costa, en el norte de Venezuela, en América del Sur.

## Distribución y hábitat
Se distribuye de forma discontinua por las montañas del litoral de Venezuela, desde Yaracuy hasta la Península de Paria.
Esta especie es considerada poco común en su hábitat natural, el nivel medio y bajo de bosques montanos húmedos y sus bordes entre los 800 y 2200 m de altitud.

## Sistemática

### Descripción original
La especie P. formosa fue descrita por primera vez por el ornitólogo alemán Gustav Hartlaub en 1849 bajo el nombre científico Ampelis formosa; la localidad tipo es «Caracas, Venezuela».

### Etimología
El nombre genérico femenino «Pipreola» es un diminutivo del género Pipra, demostrando alguna afinidad entre los mismos; y el nombre de la especie «formosa», proviene del latín «formosus» que significa ‘hermoso’.

### Taxonomía
Se ha sugerido que la subespecie rubidior (incluyendo pariae) puede ser una especie separada con base en algunas características de plumaje y tamaño, pero las supuestas diferencias no se sostienen cuando se revisa el material de museos y es más probable que reflejen variaciones individuales o clinales; los llamados son similares, a pesar de que el canto es de timbre algo más bajo que la nominal.

### Subespecies
Según las clasificaciones Clements Checklist/eBird, y del Congreso Ornitológico Internacional (IOC) se reconocen tres subespecies, con su correspondiente distribución geográfica:
- Pipreola formosa formosa (Hartlaub, 1849) – montañas del norte de Venezuela desde Yaracuy y Carabobo hacia el este hasta el Distrito Capital y Miranda; registrada en Falcón.
- Pipreola formosa rubidior (Chapman, 1925) – cordillera de la costa del norte de Venezuela en el noreste de Anzoátegui, oeste de Sucre y norte de Monagas.
- Pipreola formosa pariae Phelps, Sr & Phelps, Jr, 1949 – montañas de la península de Paria en el noreste de Venezuela.